# Eujivarus fusiformis
Eujivarus fusiformis är en insektsart som beskrevs av Bruner, L. 1911. Eujivarus fusiformis ingår i släktet Eujivarus och familjen gräshoppor. Inga underarter finns listade i Catalogue of Life.